# Forsheda
Forsheda är en tätort i Värnamo kommun, kyrkby i Forsheda socken, i Jönköpings län.
Forsheda ligger cirka 12 kilometer väster om Värnamo, vid järnvägslinjen Halmstad-Nässjö som är en del av Halmstad-Nässjö Järnvägar, som i sin helhet blev klar 1882. Genom Forsheda rinner Storån som senare rinner ut i sjön Bolmen.

## Samhället
Mitt i samhället ligger Forsheda kyrka som uppfördes år 1866 och invigdes år 1869. Strax väster om samhället, vid vägen mot Bredaryd, finns en runsten, Forshedastenen, där smålandet Finnveden nämns. Orten har ett hembygdsmuseum. 
Det finns en livsmedelsaffär (ICA Ässet), en grundskola (år 1-9), biblioteksfilial, två äldreboenden, en motionsslinga, en pizzeria, en blomsterhandel samt en bensinstation vid riksväg 27. 
Grundskolan består av Hanahöjskolan F-6 och Forsheda Skola 7-9. Till Forsheda Skola 7-9 kommer även barn från närliggande tätorter och byar, Bredaryd, Kärda och Hånger. Biblioteksfilialen tillhör Värnamo Kommun och huserar i samma lokaler som Forsheda Skola 7-9. Många börjar efter högstadiet på gymnasieskolor i Värnamo eller i närheten.   
Orten har en järnvägsstation.

## Historia
Forsheda socken ingick i Västbo härad som var en del av Finnveden. Vid kommunreformen år 1952 bildades Forsheda storkommun. Detta skedde genom en sammanslagning av de tidigare kommunerna Dannäs, Hånger, Kärda, Tannåker och Torskinge. År 1971 upplöstes kommunen. Forsheda bildade då ett pastorat med Torskinge, Dannäs, Hånger och Kärda församlingar. Pastoratet ombildades 2012 till en församling under namnet Forshedabygdens församling.

### Befolkningsutveckling
| Befolkningsutvecklingen i Forsheda 1950–2020            | Befolkningsutvecklingen i Forsheda 1950–2020 | Befolkningsutvecklingen i Forsheda 1950–2020 | Befolkningsutvecklingen i Forsheda 1950–2020 | Befolkningsutvecklingen i Forsheda 1950–2020 |
| ------------------------------------------------------- | -------------------------------------------- | -------------------------------------------- | -------------------------------------------- | -------------------------------------------- |
|                                                         |                                              |                                              |                                              |                                              |
| År                                                      |                                              |                                              | Folkmängd                                    | Areal (ha)                                   |
| 1950                                                    | 1950                                         |                                              | 201                                          | ##                                           |
| 1960                                                    | 1960                                         |                                              | 474                                          |                                              |
| 1965                                                    | 1965                                         |                                              | 770                                          |                                              |
| 1970                                                    | 1970                                         |                                              | 1 180                                        |                                              |
| 1975                                                    | 1975                                         |                                              | 1 331                                        |                                              |
| 1980                                                    | 1980                                         |                                              | 1 475                                        |                                              |
| 1990                                                    | 1990                                         |                                              | 1 497                                        | 142                                          |
| 1995                                                    | 1995                                         |                                              | 1 495                                        | 144                                          |
| 2000                                                    | 2000                                         |                                              | 1 528                                        | 149                                          |
| 2005                                                    | 2005                                         |                                              | 1 486                                        | 149                                          |
| 2010                                                    | 2010                                         |                                              | 1 459                                        | 149                                          |
| 2015                                                    | 2015                                         |                                              | 1 510                                        | 170                                          |
| 2020                                                    | 2020                                         |                                              | 1 460                                        | 170                                          |
| Anm.: ## Som tätort/befolkningsagglomeration 1920–1950. |                                              |                                              |                                              |                                              |

## Näringsliv
Samhället är ett industrisamhälle i Gnosjöregionen. Företag som kan nämnas är Trelleborg AB och Vibracoustic Forsheda AB (f.d. Forsheda AB), IKV samt Finnveden Metal Structures AB (f.d. Mekanoverken AB).

## Idrott
I Forsheda finns Forsheda Idrottsförening med i huvudsak fotbollsverksamhet. Idrottsföreningen håller till i klubblokalen Bollagården. I anslutning till klubblokalen finns också ett utomhusbad med flera bassänger.

## Kända personer från Forsheda
- Christer "Kryddan" Peterson - Komiker och skådespelare
- Sven Slättengren - Revyartist och komiker
- John Ljunggren - Tvåfaldig olympisk mästare i gång